# 푸른 물고기
《푸른물고기》는 2007년 4월 7일부터 2007년 5월 27일까지 방영된 SBS 주말 특별기획 드라마이다.

## 등장 인물

### 주요 인물
- 고소영 : 정은수 역 - 바이올리니스트
- 박정철 : 이현우 역 - 카 디자이너
- 박한별 : 강윤정 역 - 기획조정 실장
- 류태준 : 박동혁 역 - 이현우의 회사 후배

### 은수네
- 유호린 : 정은혜 역 - 정은수의 동생
- 한인수 : 정일국 역 - 정은수의 아버지
- 이효춘 : 최민자 역 - 정은수의 어머니

### 그 외 인물
- 정혜선 : 윤정 모 역
- 전인택 : 이만재 역 - 이현우의 아버지
- 안정훈 : 윤종호 역 - 이현우의 선배
- 정상훈 : 김구영 역 - 이현우의 동료이자 친구
- 김여진 : 정연숙 역 - 슈즈 디자이너
- 강경헌 : 유진희 역 - 광고 홍보대행사 이사
- 성동일 : 조동만 역 - 사기꾼
- 조경환 : 민 회장 역
- 은주희 : 김주희 역
- 김태호
- 장훈 : 양남이 역
- 박병은
- 윤정은 : 은지 역

## 참고 사항
- 담당 PD 김수룡이 1992년 연출한 <해빙기의 아침>의 '재탕'이란 구설수에 오른 바 있다.[1]